# Сулейман Діабі
Сулейман Діабі (англ. Souleymane Diaby; 10 вересня 1987, Далоа, Кот-д'Івуар) — івуарійський футболіст, нападник клубу «Ганьйоа». Виступав за молодіжну збірну своєї країни.

## Біографія
Почав кар'єру на батьківщині в Кот-д'Івуарі. 
Взимку 2008 року на зборах «Кримтеплиці» у Туреччині підписав контракт з клубом, ставши першим легіонером в його історії. За короткий час став улюбленцем місцевих уболівальників.
У січні 2009 був на перегляді у львівських «Карпатах». Перший матч за «Карпати» в зимовому міжсезонні зіграв проти російського клубу «Том» і забив гол на 63 хвилині, проте «Карпати» все одно програли той матч з рахунком 1:2. За підсумками перегляду контракт з клубом Прем'єр-ліги не був підписаний і Діабі повернувся назад в «Кримтеплицю».
Тоді ж, в червні 2009 року, до десятиріччя «Кримтеплиці» офіційний сайт номінував його на звання «Найкращий футболіст десятиріччя», в якому Сулейман посів 5 місце.
У серпні 2010 року з'явилась інформація, що мадридський «Реал» цікавиться футболістом. Відеофрагменти гри футболіста подивився головний тренер “вершкових” Жозе Моурінью і високо оцінив здібності Сулеймана. Більш того, стало відомо, що для перегляду івуарійця скаути королівського клубу прибули 9 серпня до Молодіжного. Саме в цей день відбулася гра 4 туру Першої ліги «Кримтеплиця» — ФК «Львів». Гру навіть наживо показав Перший національний, проте кримчани програли 0-1. Діабі провів на полі 70 хвилин, але нічим не відзначився. Після цього матчу будь-яка інформація щодо зацікавленості іспанців зникла і трансфер не відбувся.
В 2011 році івуарієць грав за угорський «Гонвед», звідки перейшов до «Гранвіля».
В 2017 році гравець повернувся в Кот-д'Івуар, де виступає в клубі «Ганьйоа» з однойменного міста.